# Capità Enciam
El Capità Enciam va ser un personatge de ficció creat a mitjans dels anys noranta per a Televisió de Catalunya. Encarnat per Pep Parés, el Capità Enciam va protagonitzar 66 episodis d'aproximadament 3 minuts de durada conformats per un o dos esquetxos en els que conscienciava els telespectadors sobre les utilitats del reciclatge i altres temàtiques com: la natura, el lleure, els residus, l'aigua, l'energia i la contaminació, parodiant amb humor els superherois de còmic. El seu lema era: «Els petits canvis són poderosos», frase creada per Jordi Miralles, l'assessor científic de la sèrie així com també un dels mebres primordials en l'equip.
El personatge estava acompanyat en la majoria d'episodis per l'actor Claret Papiol que feia de l'antagonista Blai Brossa, que era objecte de constants visites del capità enciam que li recriminava el seu tracte al medi ambient.
Coincidint amb la celebració dels seus 25 anys d'història l'any 2019, es van publicar tots els episodis de manera gratuïta al servei en línia TV3 a la carta.
Al llarg dels seus 66 episodis i emeten-se inicialment al voltant de les 13.55, abans del "TN comarques", i els caps de setmana a les 14.20, abans del TN migdia, la seria va aconseguir una mitjana de 307.000 espectadors, amb un 21,9% de quota.

## Fitxa tècnica[calcitació]
- Producció: Sargantana Voladora
- Realització: Joan P. Riedweg
- Actors: Pep Parés i Claret Papiol
- Guió: Joan Sol i Francesc Orteu
- Producció executiva: Ferran Cera